# Prévoyance Jaunde
Prévoyance Jaunde – kameruński klub piłkarski grający niegdyś w kameruńskiej pierwszej lidze, mający siedzibę w mieście Jaunde.

## Sukcesy
- Puchar Kamerunu[1]:
  - zwycięstwo (1): 1990

## Występy w afrykańskich pucharach
| Sezon | Rozgrywki                 | Runda | Kraj  | Klub                 | Dom | Wyjazd | Dwumecz |
| ----- | ------------------------- | ----- | ----- | -------------------- | --- | ------ | ------- |
| 2000  | Puchar Zdobywców Pucharów | 1     | Niger | Olympic FC de Niamey | 3–1 | 0–2    | 3–3     |

## Reprezentanci kraju grający w klubie od 1986 roku
Stan na styczeń 2023.
| - Hans Agbo - Alexandre Djomo | - Emmanuel Kundé - Paul Loga |